# Johannes Ludwig Leopold Mund
Johannes Ludwig Leopold Mund o Mundt (Berlín, 1791 - Ciudad del Cabo, 1831) farmacéutico, botánico y taxónomo alemán.

## Biografía
Nacido en Berlín, de padres franceses, llega a la Colonia del Cabo el 13 de octubre de 1816, con su colega Louis Maire, siendo patrocinados por el Museo de Historia Natural de Berlín.
Mund, calificado boticario, y Maire, dedicado médico, sirvieron ambos en el ejército prusiano durante las guerras napoleónicas con Karl Heinrich Bergius. Mund sirvió de farmacéutico de campo y fue liberado del servicio militar por la intervención del ministro Altenstein. Maire había sido empleado, más tarde, como jardinero en Berlín. Fueron enviados a Sudáfrica por el Museo de Berlín, a instancias del gobierno prusiano, y viajado a través de Inglaterra, donde se reunieron con Sir Joseph Banks en Kew Gardens.
Habiendo llegado al Cabo, y en contacto con Bergius, quien les presentó interesantes localidades para recolectar, y a quien, extrañamente, ignoraron en su lecho de muerte. Mund tenía pasión por las orquídeas y acompañaron a Georg Ludwig Engelhard Krebs en muchas de sus excursiones por el hinterland de Ciudad del Cabo.
Adelbert von Chamisso los llamó al Cabo en abril de 1818 a bordo del "Rurik", entrenando a Krebs y a Mund. Mund y Maire enviaron dos grandes envíos a Berlín. Sin embargo, el museo no estaba contento ya que consideró que la pareja había desperdiciado la subvención que se les hacía, parte de la cual provenía de la Casa de los Rothschild en París.
Después de la terminación de su contrato, Mund se desvió hacia el este, visitando Plettenberg Bay y Knysna y alcanzando Uitenhage. Más tarde Mund asumió el cargo de agrimensor en Plettenberg Bay. Maire decidió ejercer la medicina en Puerto Elizabeth. A partir de sus cartas a William Hooker en 1827 y en 1829, Mund siguió recolectando, aunque probablemente en menor escala. Tanto Thomas Miller y George Thom, que estaban enviando muestras botánicas a Hooker, tenían grandes dificultades para convencer a Mund de participar con cualquiera de sus colecciones - en el caso de Thom, como es lógico. Carl Drege anotó en su diario que cuando él y su hermano Franz visitan a Mund en Swellendam el 4 de febrero de 1830, Mund había estado en cama desde noviembre de 1829, paralizado por su lado izquierdo. Mund finalmente sucumbió a una infección de vejiga en Ciudad del Cabo en 1831.

## Honores
Se convierte en miembro del Royal Society en 1861, que le otorga la Medalla Royal en 1888. Mueller además ingreso a muchas otras sociedades científicas entre ellas incluidas Deutsche Akademie der Naturforscher Leopoldina (1857), la Real Sociedad de Geografía (1858), la Sociedad linneana de Londres (1859).

### Epónimos
Género
- (Fabaceae) Mundulea Benth.[6]

- (Polygalaceae) Mundia Kunth[7]

Especies (31 + 4 + 13 + 1 + 6 + 10 registros)
- (Apiaceae) Bupleurum mundtii Cham. & Schltdl.[8]

- (Bixaceae) Phoberos mundii (Nees) Harv. & Sond.[9]

- (Euphorbiaceae) Anisophyllum mundii Klotzsch & Garcke[10]

- (Ericaceae) Erica mundtiana Klotzsch ex Benth.[11]

- (Fabaceae) Otholobium mundianum (Eckl. & Zeyh.) C.H.Stirt.[12]

- (Oliniaceae) Plectronia mundiana (Cham. & Schltdl.) Pappe[13]

- (Proteaceae) Protea mundi Klotzsch[14]

- (Rosaceae) Rubus mundtii Cham. & Schltdl.[15]